# Samova ulica, Ljubljana
Samova ulica je ena izmed ulic za Bežigradom (Mestna občina Ljubljana). Štiripasovnica ima danes značaj povezovalne ulice in predstavlja najkrajšo povezavo med Šiško in Bežigradom.

## Urbanizem
Prične se pod železniškim podvozom in predstavlja nadaljevanje Drenikove ulice, medtem ko se konča v križišču z Dunajsko in Topniško ulico.
Pomen ulice se je povečal z njeno rekonstrukcijo leta 1977. Tedaj so cesto razširili v štiripasovnico, zgradili so cestni podvoz pod železniško progo Ljubljana - Jesenice. Predtem je promet s Samove ulice potekal po Janševi in preko enonivojskega železniškega prehoda z zapornicami. 
Po odprtju novozgrajenega odseka se je promet na Černetovi in Janševi bistveno zmanjšal, ukinjen pa je bil tudi železniški prehod med obema cestama.
Pred križiščem z Dunajsko cesto stoji Bežigrajski stadion.

## Javni potniški promet
Po Samovi ulici poteka trasa mestne avtobusne linije št.  22. 
Na vsej ulici je eno postajališče mestnega potniškega prometa.

### Postajališče MPP
| postajališče  | št. linije |
| ------------- | ---------- |
| 102012 Samova | 22         |

| postajališče  | št. linije |
| ------------- | ---------- |
| 102011 Samova | 22         |